# Pannai

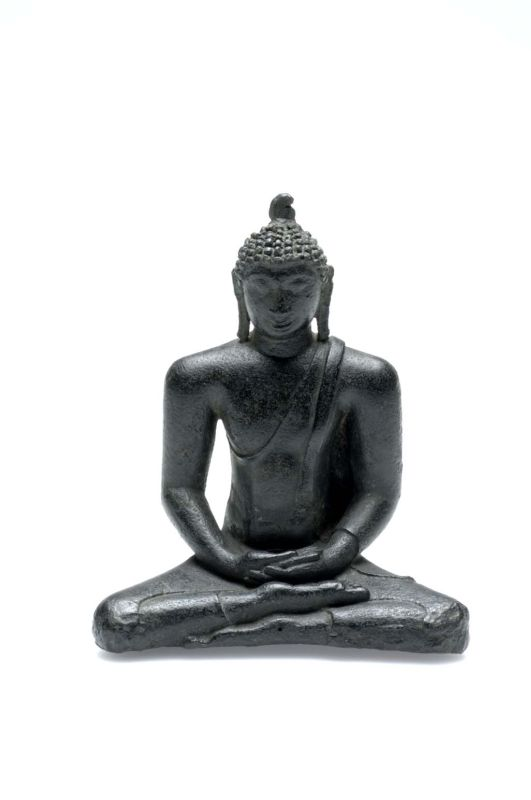
Estátua de bronze de Buda Amitaba de Pamutung em Padang Lawas. Um dos poucos artefatos ligados ao reino de Pannai.

Pannai, Panai ou Pane é um reino budista que existiu por volta do século XI ao XIV, localizado na costa leste da Sumatra Setentrional. O reino estava localizado no rio Barumun e vales do rio Panai, hoje localizado na Regência de Labuhan Batu e Regência South Tapanuli, Sumatra Setentrional, Indonésia. Devido à escassez de inscrições e registros históricos, este reino está entre os de política mais misteriosa e menos conhecida na história indonésia. Historiadores sugerem que o reino de Pannai era provavelmente um principado ou um vassalo aliado sob o mandala de Srivijayan e depois sob o reino de Dharmasraya. Os registros históricos que mencionam este reino podem ser encontrados em fontes indianas e javanesas.
Apesar da falta de registros históricos locais, dezesseis templos budistas Vajrayana foram descobertos. Esses templos hoje são conhecidos como Padanglawas, um deles é o templo Bahal. Especialistas sugerem que a existência dos templos está relacionada ao reino de Pannai. Os templos são os vestígios do budismo Vajranaya em Sumatra. O lugar foi mais provavelmente um complexo religioso para os monges-guerreiros e teve um papel fundamental, estando localizado a meio caminho no Estreito de Malaca no policiamento do comércio dentro da área e repelindo as forças invasoras, bem como fornecendo orientação espiritual a qualquer peregrino da China, Índia ou de dentro do arquipélago.

## Locais históricos
Historiadores e especialistas em arqueologia tentaram localizar o reino mencionado nessas fontes históricas. Os nomes que soam semelhantes direciona-os para o estuário do rio Panai e também às proximidades do rio Barumun, na costa leste da atual província de Sumatra do Norte, de frente para o estreito de Malaca. Em 1846, Franz Junghuhn, um especialista em geologia sob a autoridade da Comissão das Índias Orientais Holandesas, relatou a descoberta do complexo do templo na área de Padanglawas, próximo ao rio Barumun. Esta vasta e vazia área parecida com uma savana pontilhada com Biaro, um nome local para um templo, obviamente derivado do sânscrito viara. Essas estruturas de tijolos vermelhos — a maioria atualmente está em ruínas — já foram o centro espiritual do reino de Pannai.